# 龍造寺家就
龍造寺 家就（りゅうぞうじ いえなり）は、戦国時代から安土桃山時代にかけての武将。肥前国の戦国大名龍造寺氏の一門。

## 生涯
肥前国人・龍造寺氏17代当主・龍造寺胤久の子として誕生。
龍造寺18代当主で実兄・胤栄が天文17年（1548年）に病死した際、自身より水ケ江龍造寺氏の龍造寺隆信が優れていることを察して、後継を拒絶し、隆信に本家を継がせ、自身はその補佐に当たった。その後は、島津氏との合戦で軍功を挙げたという。
天正16年 (1588年)、肥後国人一揆が勃発し、豊臣秀吉は各大名にこれを鎮圧するよう命を下したが、隆信の後継である政家は病床にあったため、家就は出馬を思い留まらせた。そのことで秀吉の勘気を被ったことから、翌年2月に浪人して小城の岩蔵へ引き籠ると剃髪し、夢菴と号した。
嫡男・光則は、鍋島一族の重臣石井忠尊の養子となり、子孫は佐賀藩に仕えた。